# Xysticus rockefelleri
Xysticus rockefelleri là một loài nhện trong họ Thomisidae.
Loài này thuộc chi Xysticus. Xysticus rockefelleri được Willis J. Gertsch miêu tả năm 1953.